# Jana Bieger
Jana Bieger (Kiel, 12 de Novembro de 1989) é uma ginasta norte-americana de ascendência alemã.
Jana, em seu primeiro Campeonato Nacional como sênior, em 2005, encerrou a competição com a medalha de bronze do concurso geral. Bieger é também a tri-medalhista de prata - por equipe, individual geral e solo - no Campeonato Mundial de ginástica artística, realizado em Aarhus, Dinamarca. No Pré-Olímpico 2008, a jovem conseguiu uma vaga de reserva para substituir qualquer ginasta em caso de contusão durante os Jogos. Nascida na Alemanha, foi levada muito jovem aos Estados Unidos e desde que se tornou ginasta, sempre defendeu o país. Sua treinadora é sua mãe, a ex-ginasta da Alemanha Ociental, Andrea Bieger. Desde março de 2007, Jana treina no ginásio aberto por seus pais, o Bieger International Gymnastics.

## Carreira
Residente em Coconut Creek, Flórida, filha de Andrea Bieger - ginasta campeã pela extinta Alemanha Ocidental - e Wolfgang Heiden e irmã de Nikolai, Jana começou a treinar ginástica em 1996, aos sete anos. Em 2003, tornou-se ginasta nacional júnior. Um ano mais tarde, Bieger ganhou sua primeira medalha: um bronze no concurso geral, na competição júnior do Nacional. Mais tarde, no Campeonato da Aliança do Pacífico, conquistou quatro medalhas - foi ouro no salto e por equipes e prata na trave e no individual geral, sendo superada por sua companheira de equipe, Nastia Liukin.
Em 2005, a jovem tornou-se sênior e participou de seu primeiro Campeonato Mundial de Ginástica Artística, realizado em Melbourne, Austrália. Apesar de permanecer entre as oito melhor qualificadas para a final das barras assimétricas, Jana não pôde competir, de acordo com as regras da FIG, que permitem apenas duas ginastas por país em cada final individual. Já no Campeonato Pan-Americano, terminou com a medalha de ouro por equipes e com duas medalhas individuais - prata no salto e bronze no solo. No ano seguinte, em seu segundo Campeonato Mundial, Bieger tornou-se tri-medalhista de prata, ao passar por três finais. Na primeira, a medalha de prata por equipes, ficando atrás da China e Fei Cheng. Em seguida, sendo superada pela estreante italiana Vanessa Ferrari, Jana ficou com a segunda colocação no individual geral e mais tarde, na final do solo, fora mais uma vez superada pela chinesa Cheng.
Em 2007, Jana não fora para o Mundial de Stuttgart, embora tenha disputado bons campeonatos nacionais. Um ano mais tarde, classificou-se na sétima posição para os Jogos de Pequim, ficando então como reserva olímpica.

## Principais resultados
| Ano  | Evento                                    | AA                | Equipe           | Salto sobre o cavalo | Trave             | Barras assimétricas | Solo              |
| ---- | ----------------------------------------- | ----------------- | ---------------- | -------------------- | ----------------- | ------------------- | ----------------- |
| 2003 | U.S Classic (júnior)                      | 4º                |                  | Medalha de bronze    |                   |                     |                   |
| 2003 | Campeonato Nacional Americano (júnior)    |                   |                  | Medalha de bronze    |                   |                     |                   |
| 2004 | American Classic (júnior)                 | Medalha de prata  |                  | Medalha de ouro      | Medalha de prata  | Medalha de prata    | Medalha de prata  |
| 2004 | Campeonato da Aliança do Pacífico         | Medalha de prata  | Medalha de ouro  | Medalha de ouro      | Medalha de prata  |                     |                   |
| 2004 | Campeonato Visa (júnior)                  | Medalha de bronze |                  | Medalha de ouro      |                   |                     |                   |
| 2005 | U.S Classic (júnior)                      | Medalha de prata  |                  |                      | Medalha de bronze | Medalha de prata    |                   |
| 2005 | Campeonato Pan Americano                  |                   | Medalha de ouro  | Medalha de prata     |                   |                     | Medalha de bronze |
| 2005 | Campeonato Visa                           | Medalha de bronze |                  |                      | Medalha de bronze |                     | Medalha de bronze |
| 2006 | Copa do Mundo – Cottbus                   |                   |                  | Medalha de ouro      | Medalha de prata  | Medalha de bronze   |                   |
| 2006 | Campeonato Mundial de Ginástica Artística | Medalha de prata  | Medalha de prata |                      |                   |                     | Medalha de prata  |
| 2006 | Campeonato Visa                           | Medalha de bronze |                  | Medalha de prata     | Medalha de bronze |                     |                   |
| 2007 | U.S Classic                               |                   |                  | Medalha de prata     | Medalha de ouro   |                     |                   |
| 2008 | Pacific Rim Championships                 | Medalha de prata  | Medalha de ouro  |                      | Medalha de bronze | Medalha de ouro     |                   |
| 2008 | Pré-Olímpico                              |                   |                  |                      |                   | Medalha de bronze   |                   |